# Историко-краеведческий музей имени В. А. Деркача

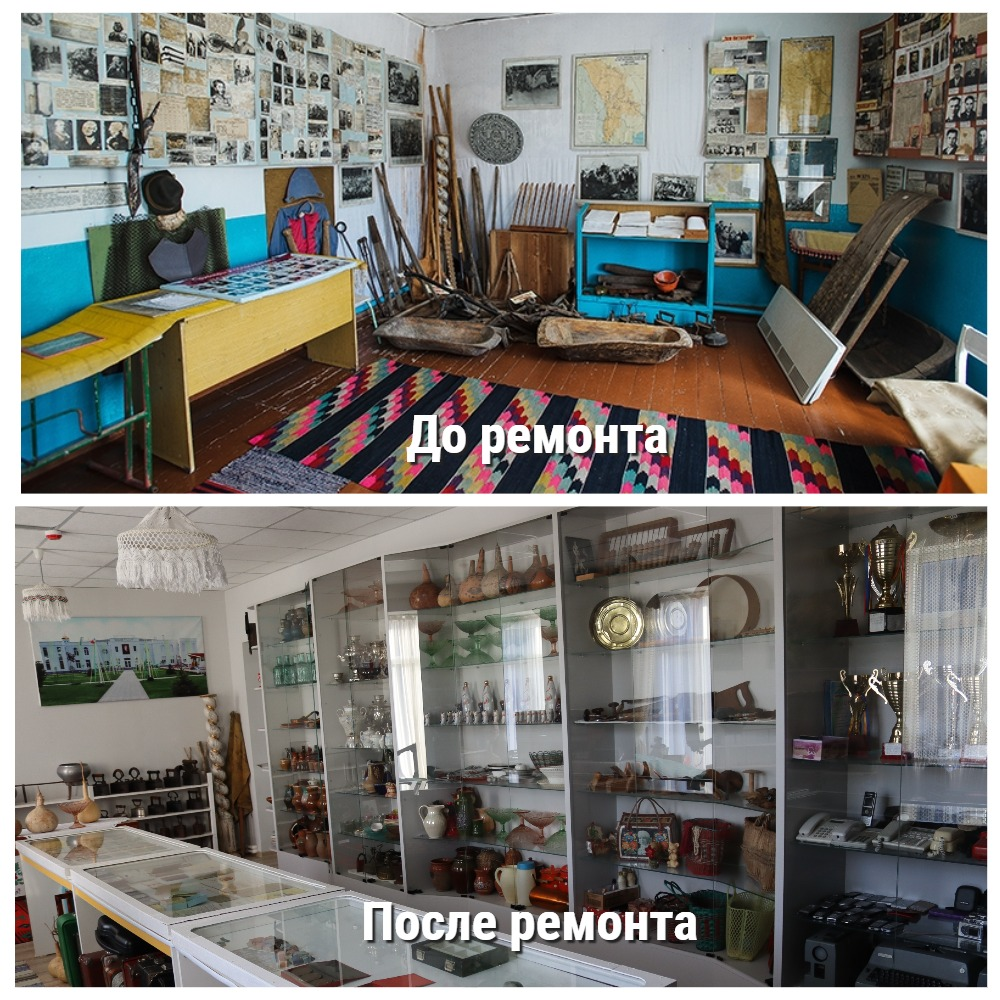
До / После ремонта музея

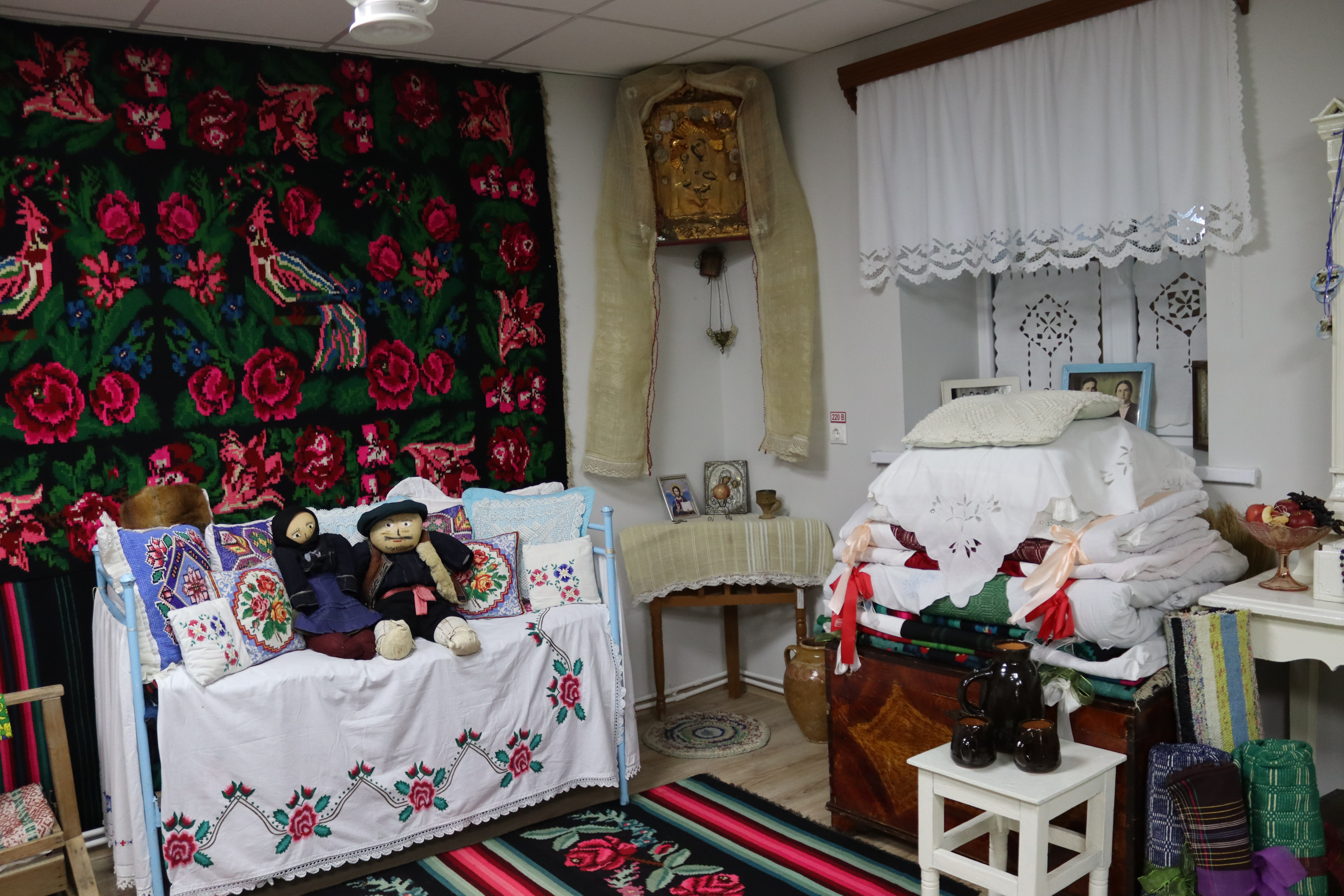
Предметы быта гагаузского дома

Историко-краеведческий музей имени В. А. Деркача — государственное музейное учреждение, расположенное в селе Чишмикиой, АТО Гагаузия, Республики Молдова. Официальная дата открытия — 5 мая 1999 года в честь основателя В. А. Деркача. Предметом деятельности музея является сбор, изучение, хранение, популяризация и экспонирование предметов материальной и духовной культуры гагаузского народа. Историко-краеведческий музей им. В. А. Деркача расположен в центре села, в здании Дома Культуры, на втором этаже. Музей располагает 5 залами, общая квадратура составляет 92 м2. На начало 2023 года музейный фонд составляет 2200 экспонатов.

## История музея
Первое упоминание о существовании историко-краеведческого музея имени В. А. Деркача села Чишмикиой относится к 1988 году, он был основан на базе школьного музея в средней школе (ныне — Публичное учреждение Теоретический лицей села Чишмикиой). Основать музей предложил Г. Ст. Шорников — учитель истории средней школы в 1964 году, эту инициативу продолжил Деркач В. Ал., который и является основателем музея. В школьном музее имелись отделы:
- предметы прошлого (с отделами: далёкая древность, предметы быта, домотканная одежда и обувь XIX века, предметы, изготовленные кустарным способом — «арман ташы», «дювень»[2], керамические украшения XIX века — отлитые мониста, браслеты с орнаментами, монеты);
- село в наши дни;
- наша школа в прошлом и теперь;
- лучшие люди нашего села.

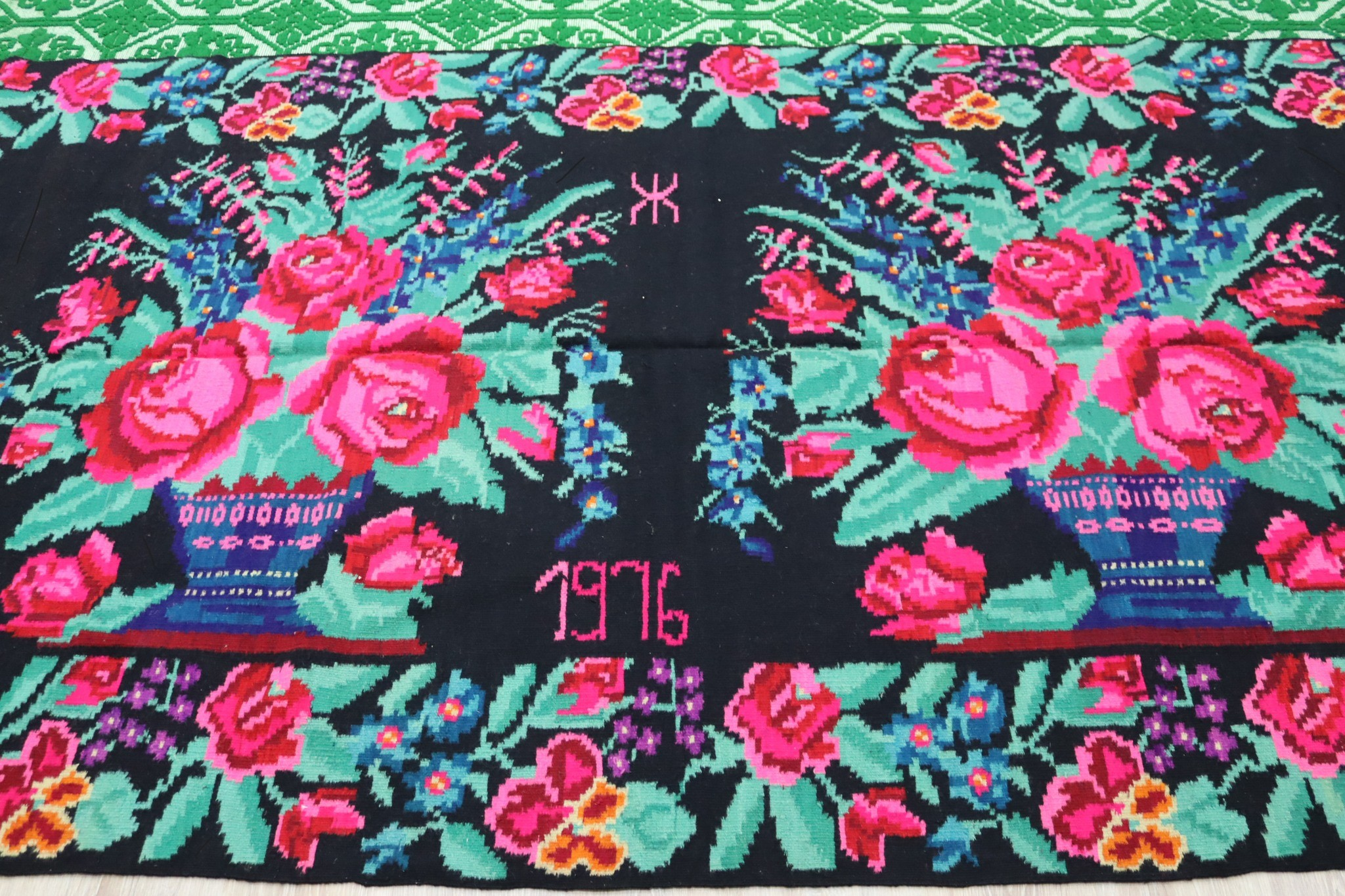
Домотканный ковер

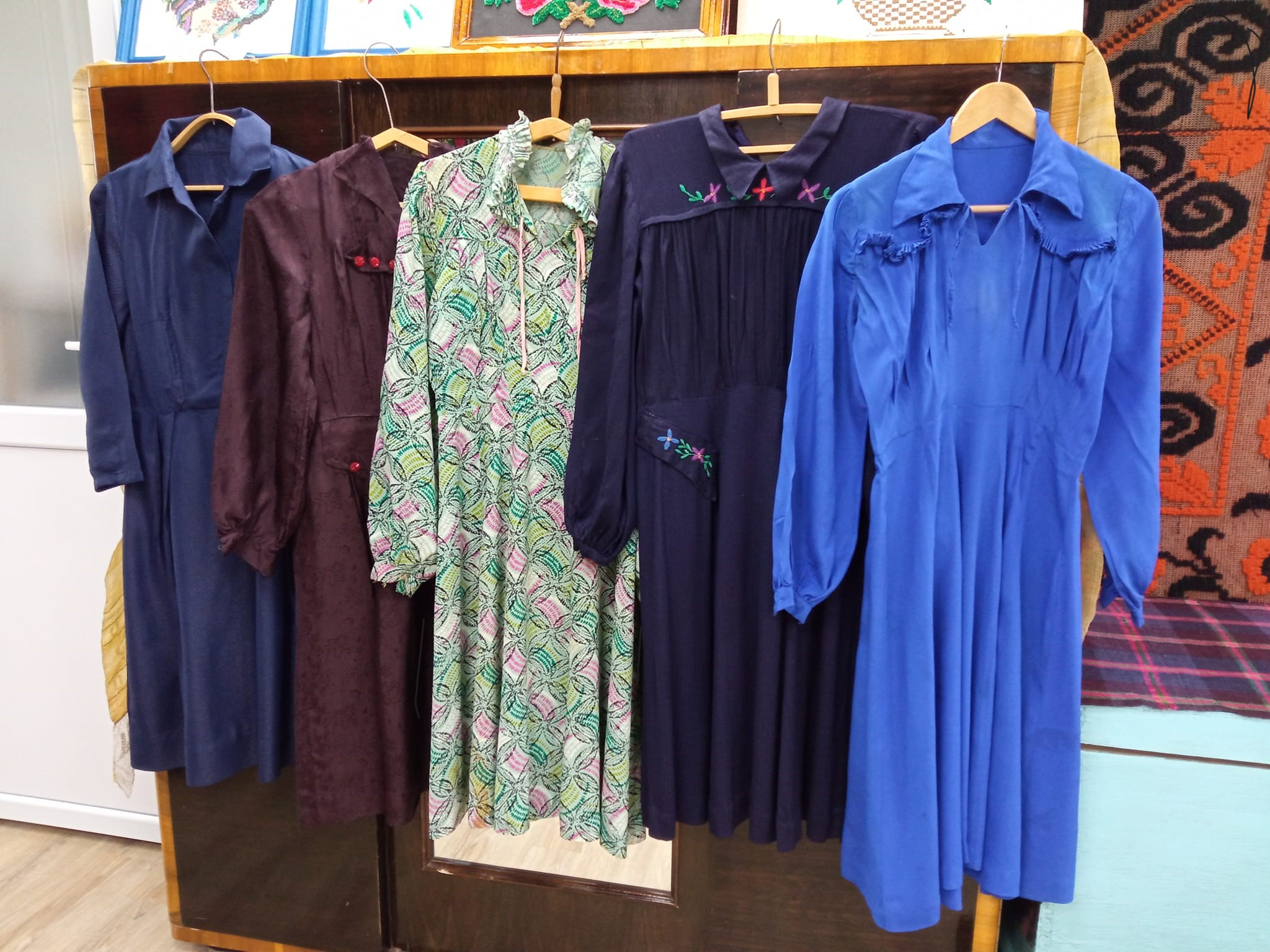
Старинные платья гагаузок

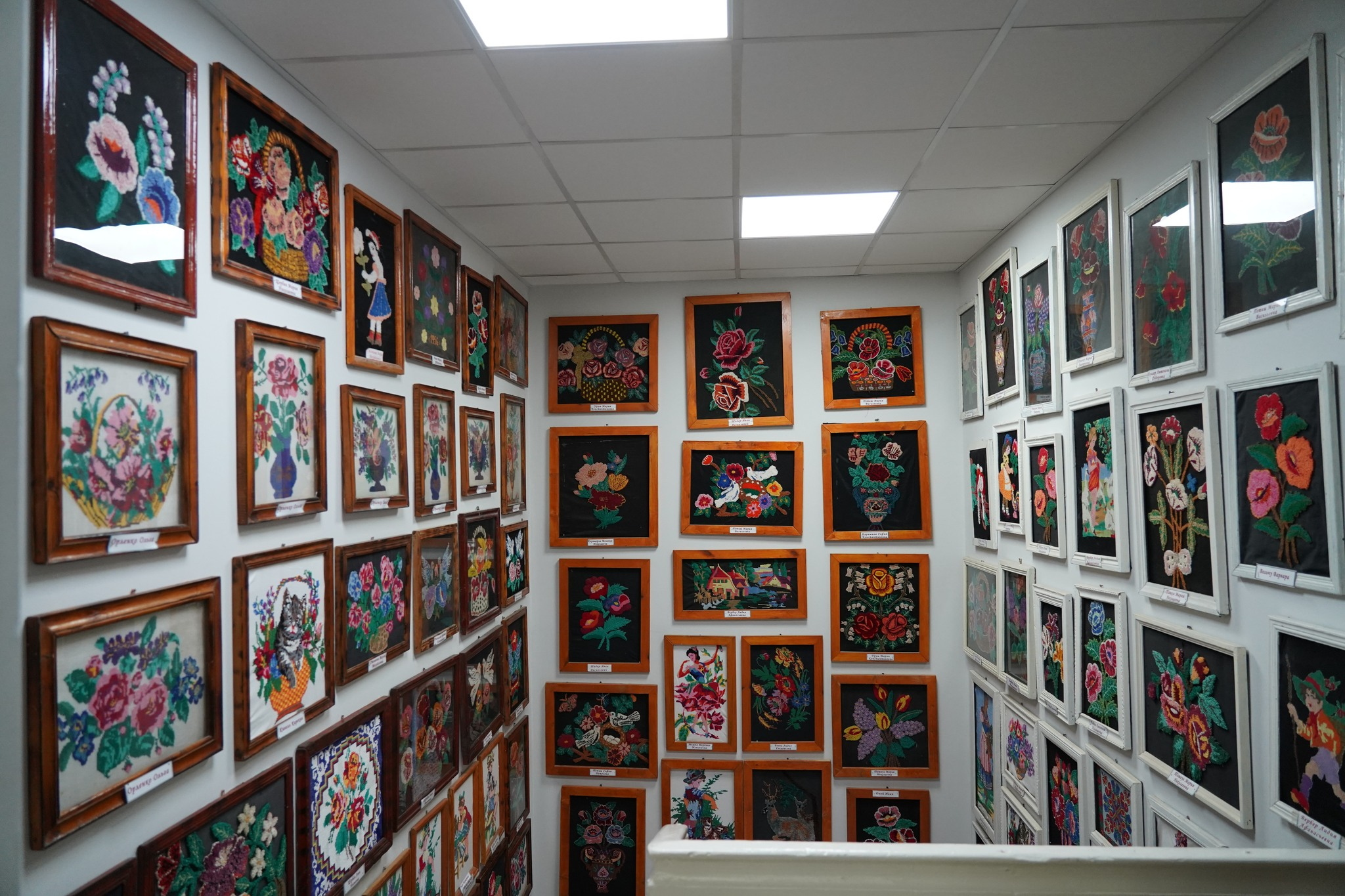
Вышивки ручной работы

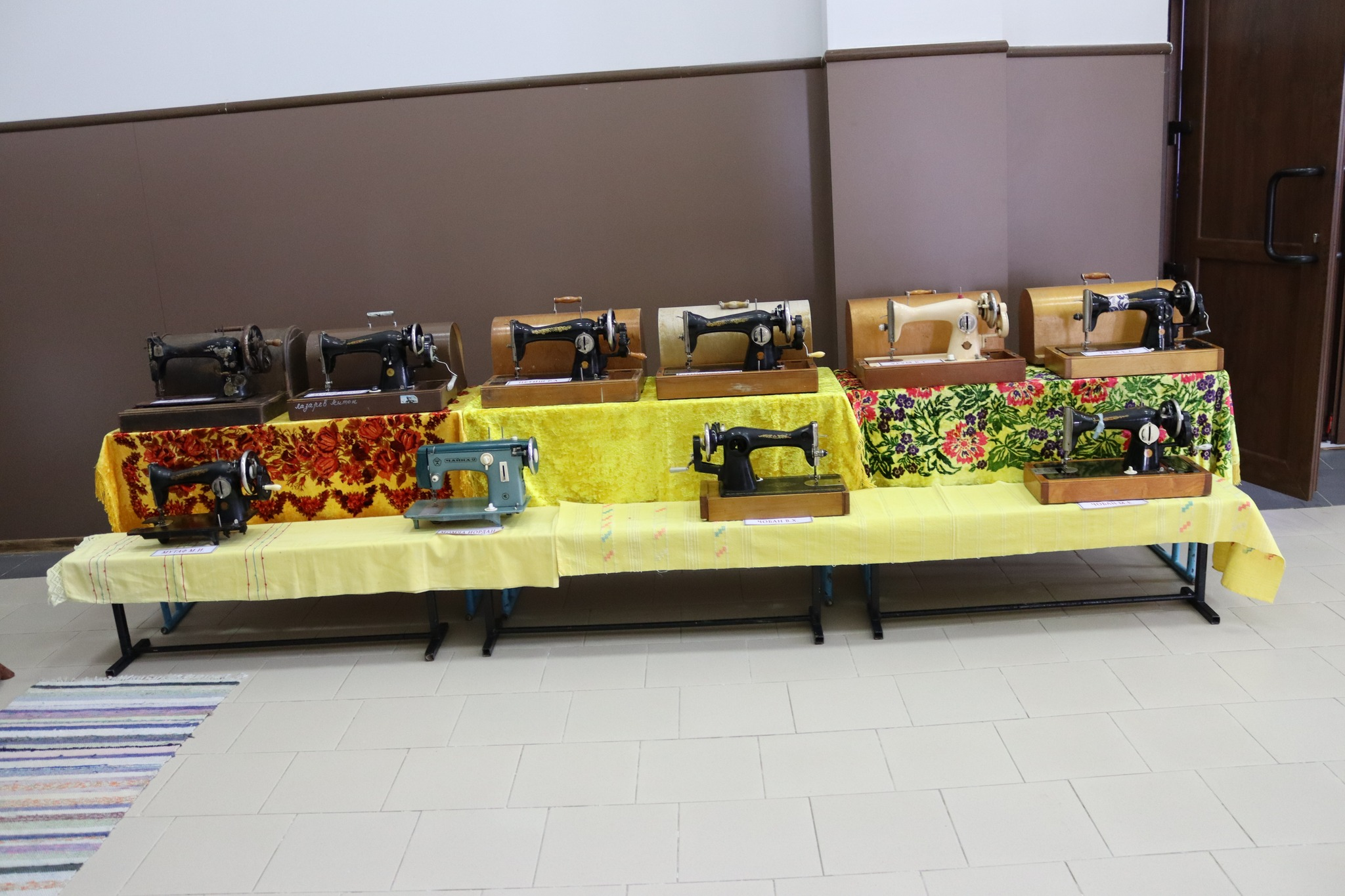
Швейные машинки

Официальная дата открытия музея — 5 мая 1999 года, при содействии заведующего Отделом культуры Вулканештского района Камбур Дмитрием Андреевичем, когда экспонаты перенесли в местный Дом Культуры. Музейное учреждение начало функционировать с 5 ноября 1999 года. В музее собрали и выставили 502 экспоната. Директором была назначена Ришилян Надежда Георгиевна (1999 до апреля 2022 года). Смотрителями музея в разные годы работали Касап Елена Семёновна, Касап Иванна Дмитриевна, Боева Лидия Георгиевна.
В 2018 году проведён капитальный ремонт Дома культуры, в том числе и музей.
В 2022 году руководителем музея назначена Наталья Степановна Мутаф.

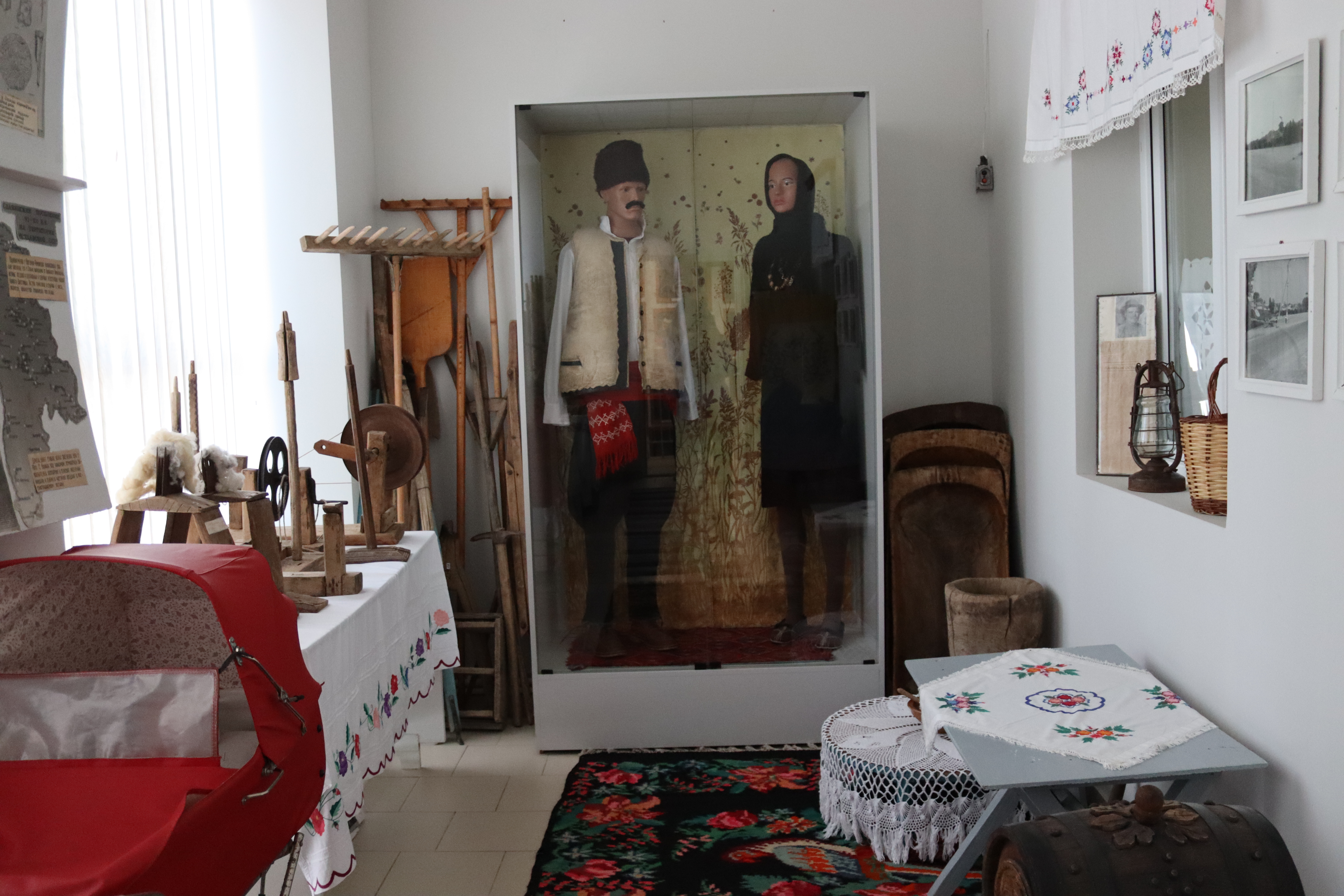
Национальная одежда гагаузов

## Коллекции музея
Экспонаты и коллекции историко-краеведческого музея имени В. А. Деркача села Чишмикиой располагаются в 5 выставочных залах. К началу 2023 года музейный фонд составил более 2200 экспонатов и он постоянно пополняется.
В фонде музея хранятся следующие коллекции:
- археологическая
- изобразительного искусства
- иконописи
- керамики, фарфора и стекла
- книгопечатания
- народного искусства
- народной одежды
- нумизматическая
- оружия
- письменных источников
- прикладного искусства
- фотодокументальных источников
- этнографии

В основной фонд музея входят: памятные предметы, документы и фотографии из жизни известных людей села, предметы, связанные с событиями национального и международного значения, предметы старины гагаузов (ковры, национальная одежда, полотенца, старинные сундуки, вышивки в рамках).

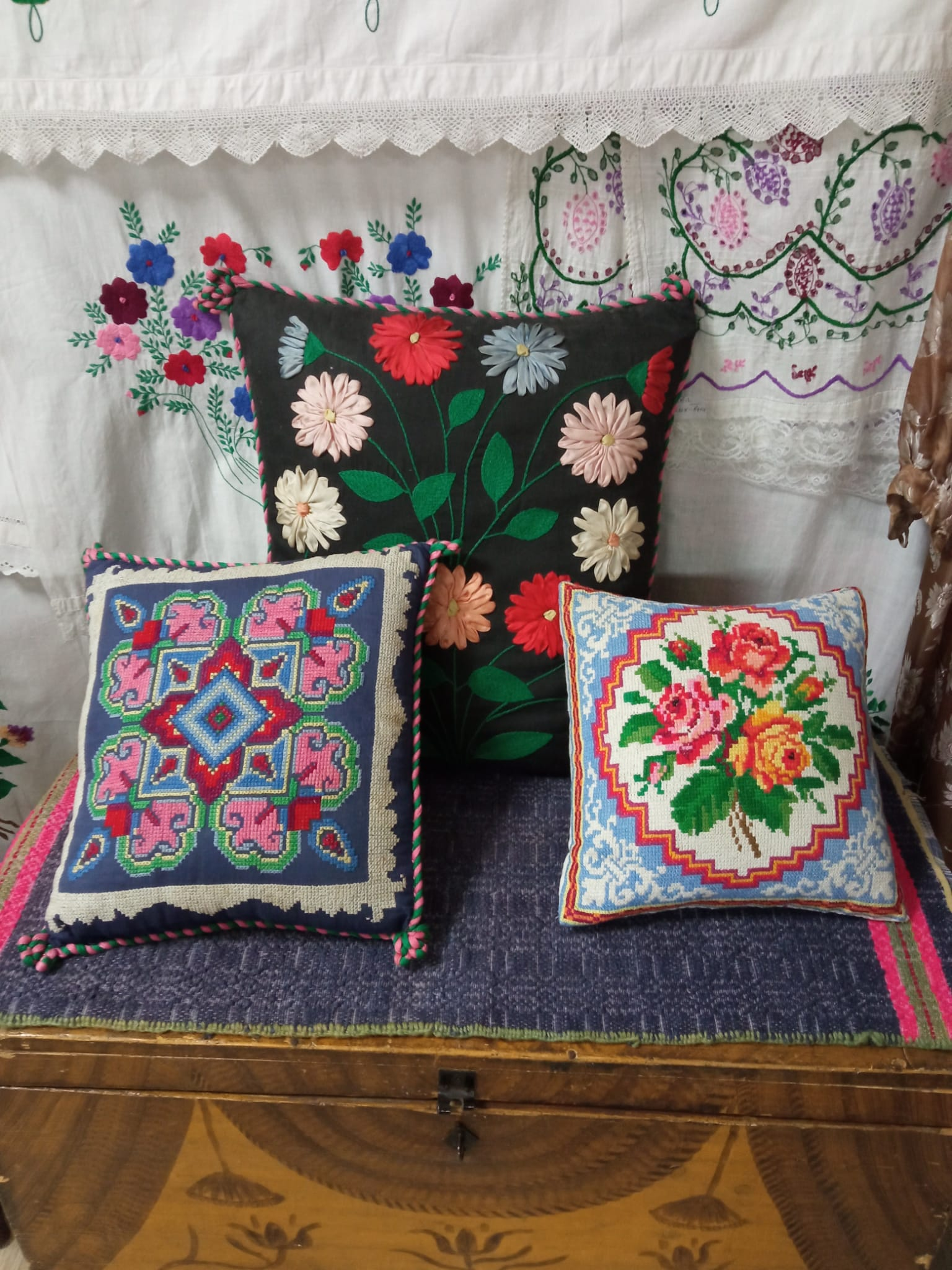
Вышитые подушки

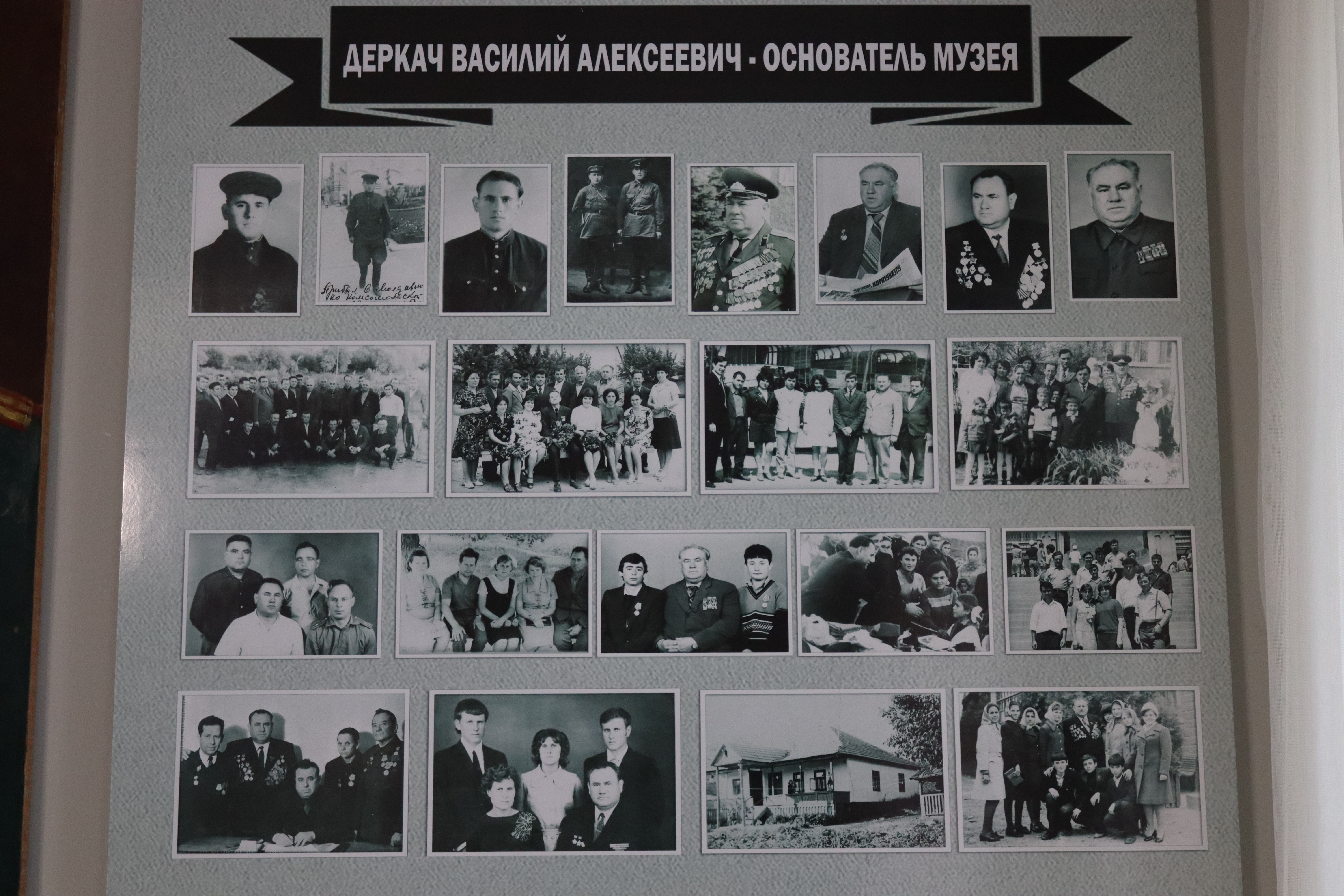
Деркач В. А. — основатель музея

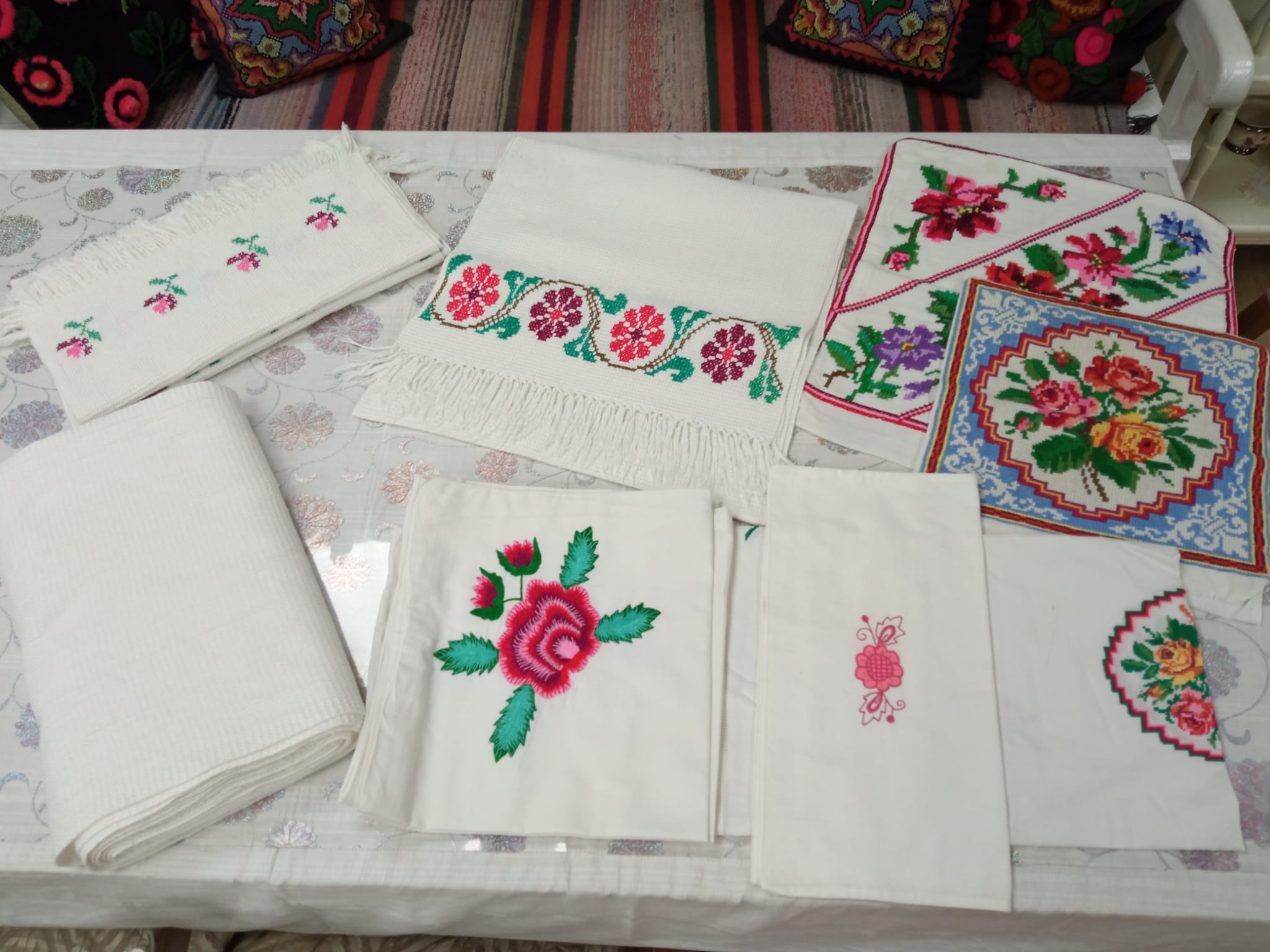
Полотенца и рушники

В музее собрана большая коллекция национальных гагаузских ковров ручной работы из натуральных материалов с различными орнаментами, которая состоит из более 100 ковров. Самые ценные из них это ковёр 1913 года и ковёр 1928 года.
На стенах Зала № 1 вывешены более 180 вышивок в рамках, большинство из которых старше 1953 года.
Коллекция домотканых рушников и полотенец с вышитым или тканным узором состоит из более 60 экспонатов.
Экспозиция старинных сундуков состоит примерно из 50 сундуков, в которые невесты села Чишмикиой собирали своё приданное.
Экспозиция коллекцию ретро-платьев состоит из свадебных платьев, модели повседневной одежды, которые носили чишмикиойские женщины. В коллекции насчитывается 28 платьев, а самое старое — 1934 года.
Музейный фонд в 2022 году пополнился новой коллекцией старинных швейных машинок. В коллекции 20 машинок, из которых 11 маленьких настольных и 8 больших. Самая старая из них — 1930 года.

## Деятельность музея
Предметом деятельности историко-краеведческого музея имени В. А. Деркача является сбор, хранение, популяризация и экспонирование коллекции культурных ценностей гагаузского народа. Главная задача учреждения — создать достоверную картину истории села, сохранить историю родного края.
Просветительская и научно-исследовательская деятельность раскрывают культуру и значимость гагаузского народа. В музее регулярно проводятся мероприятия, презентации и выставки, а также организуются встречи с разными людьми. Коллектив музея активно сотрудничает со всеми учреждениями культуры и образования села и проводит работу по сохранению памяти о своих земляках. Материалы оформляются на стендах, собраны в альбомы, папки. В музее проводятся экскурсии для учащихся и гостей лицея на темы: «История родного края», «История создания музея», «История села Чишмикиой», «Прошлое нашего села».
Экспонаты музея предоставляются на различные выставки районного и регионального масштаба к таким праздникам как: Хедерлез (День св. Георгия), Касым (Дмитриев день), Фестиваль ковра, Фестиваль вина, Фестиваль национальной одежды, а на уровне села — на открытые уроки и занятия.
В музее проводится исследовательская работа. В сотрудничестве с Научно-исследовательским центром им. М. Маруневич в 2018—2019 годы проводилось исследование архитектурных объектов села, которые вошли при составлении в книгу под названием «Архитектура традиционного жилища гагаузов в конце XVIII — начале XXI вв.»
В период 2019—2023 годов работниками совместно с учащимися лицея были исследованы следующие темы работ: Ekmek dünna temeli, Gagauz halk kilimneri, Мое родное село — Чишмикиой и другие.
В музее проводятся мастер-классы:
- по приготовлению традиционной гагаузской выпечки;
- по изготовлению бочки, табуретки;
- по пошиву традиционной гагаузской одежды (кептар и колпак);
- по пошиву кожаных лаптей «çarık».

## Посещение музея
На 2023 год музей является популярным среди музеев Гагаузии. Ежегодно музей посещают около 2000 человек. В музее регулярно проводятся экскурсии для жителей села и гостей, туристов из других стран. Музей принимает гостей из Турции, России, Болгарии, Украины, Израиля, США, Румынии, Норвегии, Англии, Азербайджана, Италии, Испании, Франции, Дании.

## Сотрудничество
В рамках своей деятельности музей сотрудничает с:
- Домом детского творчества;
- Общественным объединением «Renașterе»;
- Библиотекой села Чишмикиой;
- Публичное учреждение Теоретический лицей села Чишмикиой;
- Детским садом «Dostluk»;
- Музыкальной школой села Чишмикиой.

## Основатель музея
Деркач Василий Алексеевич, 1927 года рождения — учитель истории и обществоведения. Василий Алексеевич работал начальником машинно-тракторной станции, директором средней школы села Чишмикиой и председателем колхоза. Под его началом были собраны первые экспонаты. Изо дня в день, коллекция музея увеличивалась, благодаря стараниям сельчан.

## Примечания

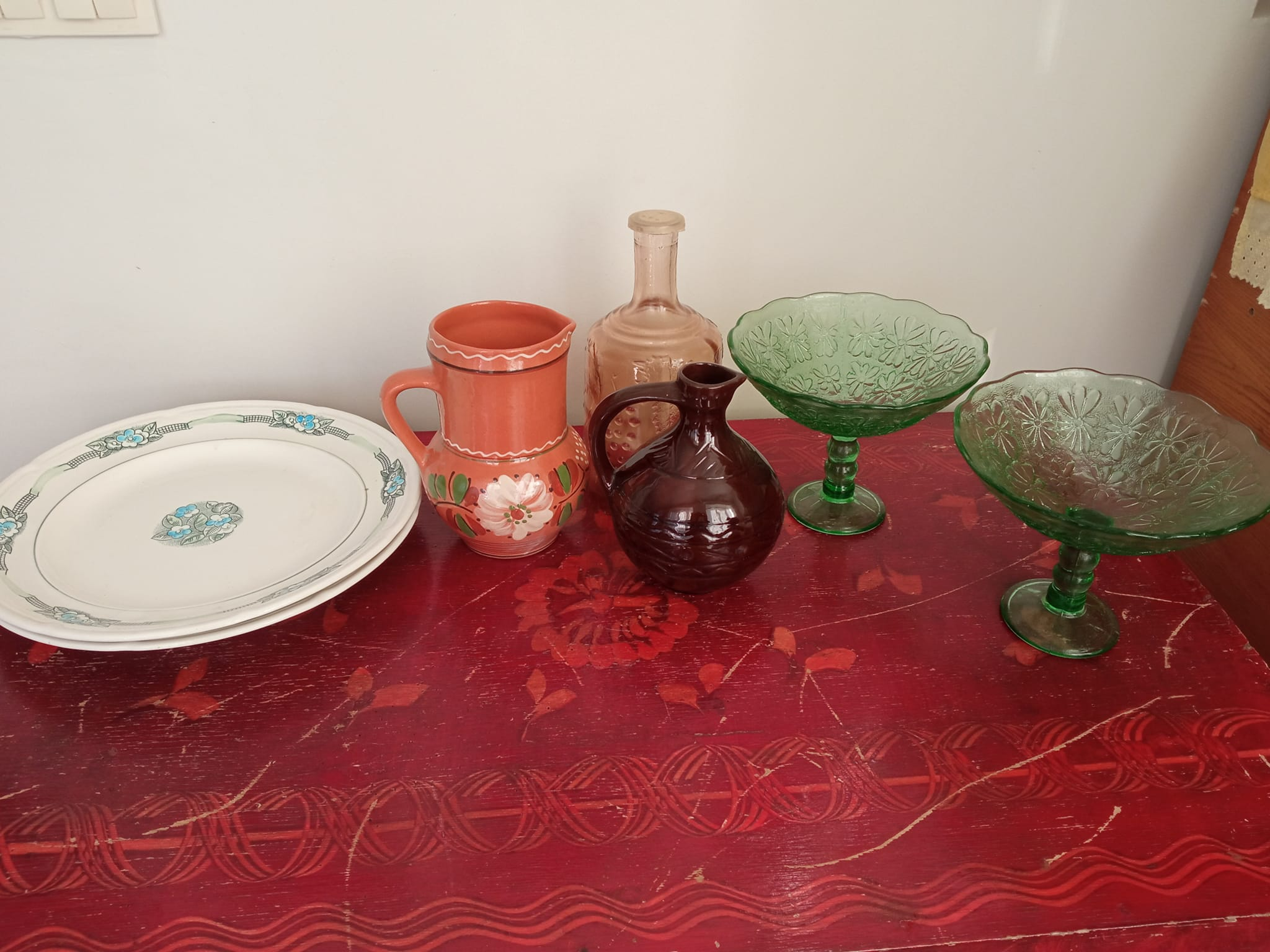
Посуда